# Sphaenorhynchus orophilus
Sphaenorhynchus orophilus é uma espécie de anfíbio da família Hylidae. Endêmica do Brasil, pode ser encontrada na Serra da Mantiqueira nos estados de Minas Gerais, Rio de Janeiro e São Paulo.